# Betty Who
Jessica Anne Newham, nota con lo pseudonimo Betty Who (Sydney, 5 ottobre 1991), è una cantante australiana.

## Biografia
Nata in Australia nel 1991, si è trasferita negli Stati Uniti d'America nel 2007.
Il suo esordio discografico ufficiale è avvenuto nel novembre 2012, quando ha pubblicano il singolo Somebody Loves You. Il brano viene inserito nel primo EP dell'artista, The Movement, uscito nell'aprile 2013 in download gratuito.
Esattamente un anno dopo, nell'aprile 2014, viene pubblicato Slow Dancing, secondo EP di Betty Who, anticipato dal singolo Heartbreak Dream. Questo brano, in particolare, è presente anche nel film Pitch Perfect 2.
Dopo un altro EP, nell'ottobre 2014 esce il suo primo album in studio Take Me When You Go, in cui sono presenti i due singoli già pubblicati, mentre come terzo brano estratto viene diffuso All of You. Nel periodo 2014-2015 apre alcune date australiane dei concerti di Katy Perry e Kylie Minogue.
Nel giugno 2016 pubblica la cover del brano di Donna Lewis I Love You Always Forever. Nel marzo 2017 pubblica il suo secondo album The Valley.
Sempre nei primi mesi del 2017 collabora con Troye Sivan per il singolo Heaven.

## Discografia

### Album in studio
- 2014 - Take Me When You Go
- 2017 - The Valley
- 2019 - Betty
- 2022 - BIG!

### EP
- 2013 - The Movement
- 2014 - Slow Dancing
- 2014 - Worlds Apart

### Singoli
- 2012 - Somebody Loves You
- 2014 - Heartbreak Dream
- 2015 - All of You
- 2016 - I Love You Always Forever
- 2016 - Human Touch
- 2017 - Some Kinda Wonderful
- 2017 - Between You and Me

## Filmografia

### Cinema
- Unpregnant, regia di Rachel Goldenerg (2020)

### Televisione
- The Bold Type – serie TV, episodio 3x01 (2019)